# Enhamed Enhamed
Enhamed Enhamed Mohamed Yahdih (As Palmas de Grande Canaria, 11 de setembro de 1987), é um atleta paralímpico espanhol. É nadador do Clube Natación Metropole e embaixador de Grande Canaria.
Após ter obtido quatro medalhas de ouro nos Jogos Paralímpicos de Pequim 2008, ele é considerado o melhor nadador paralímpico da história e foi apelidado de "Michael Phelps espanhol". Conquistou quatro medalhas de ouro e uma de prata no Campeonato do Mundo de Natação Adaptada, celebrado em Eindhoven (Países Baixos). Em 2011 obteve mais cinco medalhas no Campeonato Europeu de Natación, celebrado em Berlim. Nos Jogos Paralímpicos de Londres 2012, acumulou duas medalhas de prata e uma de bronze estabelecendo um novo recorde europeu na modalidade de 400 livres.
Também desenvolve a sua carreira profissional como orientador esportivo, realizando conferências a diferentes coletivos ―empresários, trabalhadores e estudantes― transmitindo os seus conhecimentos relacionados com a superação e a motivação pessoal.

## Biografia
Enhamed, de ascendência saharaui, nasceu em Las Palmas de Gran Canaria. Aos 8 anos sofreu um desprendimento de retina que lhe provocou a cegueira. Aos nove anos começou a nadar, sendo Ramón do Villar seu primeiro treinador, com quem adquiriu os valores que fundamentariam a sua posterior carreira profissional. Mas não foi até seus treze anos quando decidiu-se dedicar profissionalmente à natação. Esta alteração de interesse fez-lhe incrementar as horas de treinamento, até que um ano depois mudou de treinador, intensificando ainda mais o seu treinamento face aos Jogos Paralímpicos de Atenas 2004. O seu primeiro campeonato foi o III Campeonato do Mundo de IPC celebrado em Mar de Plata (Argentina) em 2002 ―onde a sua melhor posição foi a quarta na prova de 400 m livres―.
Começou a preparar-se tanto para os jogos paralímpicos como para os diferentes campeonatos europeus e internacionais da classe 10, onde participam quem padecem a cegueira total.

## Carreira

### Competições
A sua primeira participação internacional foi no III Campeonato do Mundo de IPC disputado em Mar de Prata em 2002. Obteve as suas primeiras medalhas ―quatro bronze e duas prata― no II Mundial para Cegos de IBSA 2003 celebrado em Quebec (Canadá). Em 2006 participou no Campeonato do Mundo de Natação disputado em Durham (África do Sul), no que voltou a obter quatro bronze e duas prata. Em 2007 participou nos Jogos Mundiais de IBSA celebrados em São Paulo (Brasil), onde obteve quatro medalhas de ouro e dois de prata.

### Jogos Paralímpicos de Atenas 2004
A sua primeira participação nos jogos paralímpicos foi na edição celebrada em Atenas em 2004, aos 17 anos. Nesta primeira participação obteve duas medalhas de bronze, uma na prova de 100 m borboleta e outra na prova de 400 m livres; dois anos depois proclamou-se campeão do mundo em ambas provas.

### Jogos Paralímpicos de Pequim 2008
Conseguiu ser o desportista mais destacado da delegação paralímpica espanhola nos Jogos Paralímpicos de Pequim 2008. Enquanto David Casinos, lançador de importância e de disco, foi o porta-bandeira de Espanha na sessão inaugural dos jogos olímpicos durante a cerimónia de clausura.
Enhamed conseguiu 4 das 15 medalhas de ouro ―58 no total― que obteve a delegação espanhola em Pequim. Obteve estas quatro medalhas nas provas de 50, 100 e 400 metros livres, e na prova de 50 metros borboleta. Também conseguiu bater o recorde mundial dos 200 metros livres, com um tempo de 02:11:05.

### Depois dos Jogos Paralímpicos de Pequim 2008
Depois dos Jogos Paralímpicos de Pequim 2008 decidiu dar um giro na sua carreira profissional, razão pela que decidiu exercer a função de orientador desportivo. A base dos seus princípios encontrar-se em naqueles que o levaram a atingir as suas metas e a formar-se como desportista paralímpico. Compartilha os seus conhecimentos e experiências em seminários, conferências e treinamentos privados.

### Jogos Paralímpicos de Londres 2012
É a última edição dos jogos paralímpicos que tem participado. Durante esta edição obteve duas medalhas de prata e uma de bronze, nas provas de 100 m borboleta e 400 m livre, e a prova de 50 m livre respetivamente.

### Depois dos Jogos Paralímpicos de Londres 2012
Depois de seus últimos jogos paralímpicos, Londres 2012, decide apartar-se gradualmente da natação olímpica e enfrentar novos desafios após ter acumulado nove medalhas ―quatro ouros, duas pratas e três bronzes― em suas três participações paralímpicas ―Atenas 2004, Pequim 2008 e Londres―.
Por esta razão decidiu participar no Ironman celebrado em Lanzarote (Canárias) o 17 de maio de 2014, uma das provas de resistência mais duras do mundo. Realizou a triathlon junto a sua cadela guia, Gayla, e seu treinador e guia, Andreu Alfonso, finalizando a prova 13 horas, 53 minutos e 55 segundos e convertendo-se no primeiro desportista cego que termina o Ironman de Lanzarote. A prova constou de 3,8 km de natação em mar aberto, 180 km e 2.500 m de ascensão em bicicleta, e uma maratona (42,2 km).
Uns meses depois ascendeu o Kilimanjaro, o pico mais alto de África com 5.895 m de altura, guiado pelo alpinista Javier Cruz e a equipe de Calima Trek, encarregado da organização logística da ascensão. A rota de ascensão utilizada foi a de Marangu, um caminho equipado com refúgios a 2.750 metros, 3.780 metros e 4.732 metros. No entanto, apesar de que este caminho não implicava uma grande dificuldade técnica,  teve que enfrentar o mau de altura e a cegueira de Enhamed, sendo que durante a ascensão a equipe utilizou uma barra direcional para guiar a Enhamed. Em 2 de agosto às 8:15h a equipe coroou o cume do Kilimanjaro.

## Recordes europeus e internacionais
Ao longo da sua trajetória tem batido em várias ocasiões recordes de natação. Ostenta três recordes europeus, os 50 m livres em 26 segundos e 66 centésimas e os 400 m livres em 4 minutos, 38 segundos e 42 centésimas, batidos nos Jogos Paralímpicos de Pequim 2008; os 100 m livres em 57 segundos e 64 centésimas e os 400 m livres em 4 minutos, 38 segundos e 24 centésimas, batido nos Jogos Paralímpicos de Londres 2012.
Também ostenta o recorde mundial nos 50 metros livre com 26 segundos e 34 centésimos, batido nos Jogos Paralímpicos de Pequim 2008 e superando o recorde mais antigo da natação paralímpica, mantido pelo nadador estadunidense John Morgan o 1 de janeiro de 1987. Ademais, no Open de Berlim celebrado em 2011 bateu o recorde mundial nos 50 m borboleta com 28 segundos e 1 centésimo, melhorando o tempo atingido nos anteriores jogos paralímpicos.

## Reconhecimentos
Enhamed tem recebido diversas distinções por seus méritos desportivos. Entre elas se encontra a Real Medalha de Ouro ao Mérito Desportivo, a Medalha de Ouro ao Mérito de França, e a Medalha de Ouro ao Mérito Desportivo del Município de Las Palmas de Gran Canaria. Também lhe foi outorgado o Prêmio Cermi ao melhor desportista paralímpico de 2008 e lhe foi distinguido como "Melhor Desportista de Canárias" por três anos consecutivos desde 2004, além de ter recebido o Prémio da Associação de Jornalistas de Imprensa Desportiva de Canárias.